# Valledupar FC
Valledupar FC war ein 2003 gegründeter kolumbianischer Fußballverein aus Valledupar, Cesar, der bis 2023 bestand.

## Geschichte
Der Verein spielte seit 2004 in der Categoría Primera B und konnte sich bis 2008 immer für die Gruppenphase qualifizieren. 2006 wurde Valledupar FC Vizemeister, verlor aber das Relegationsspiel gegen den Vorletzten der Categoría Primera A, Atlético Huila. 2008 wurde der Verein Zweiter im Torneo Finalización und verpasste das Meisterschaftsfinale, da es das Rückrundenfinale gegen Real Cartagena verlor. Seit 2009 kam der Verein nur noch zweimal über die Ligaphase hinweg, ohne aber ein Finale erreichen zu können. 2011 und 2014 konnte Valledupar FC das Viertelfinale der Copa Colombia erreichen, schied aber jeweils gegen den Erstligisten Junior aus. In der Spielzeit 2014 verfehlte der Verein in beiden Halbserien der zweiten Liga relativ knapp den Einzug in die Finalrunde und konnte somit nicht um den Aufstieg mitspielen. Auch 2015 und 2016 verpasste Valledupar den Einzug in die Finalrunde knapp und beendete die Saison auf dem zehnten bzw. auf dem neunten Platz.
Der Trainer David Pinillos wurde nach einem durchwachsenen Start in die Spielzeit 2017 entlassen. Für ihn wurde sein bisheriger Assistent Wilberto Pana zum Cheftrainer befördert. Die Apertura 2017 beendete der Verein auf dem zwölften Platz und verpasste damit den Einzug in die Finalrunde. Auch die Finalización 2017 wurde auf dem 12. Platz beendet. Im Anschluss wurde der Abschied von Wilberto Pana bekannt gegeben. Als neuer Trainer für die folgende Spielzeit wurde Nilton Bernal verpflichtet. Zudem wurde ein Abkommen mit dem Erstligisten Millonarios FC verkündet.
In der Saison 2018 konnte Valledupar auf dem siebten Platz in die Finalrunde einziehen. Dort wurde der Verein allerdings mit null Punkten Gruppenletzter und verpasste den Einzug in das Finale deutlich. In der Apertura 2019 verfehlte Valledupar auf dem zwölften Platz den Einzug in die Finalrunde.
Im Juni 2023 gaben die Besitzer des Valledupar FC bekannt, dass sie ihn kurzfristig auflösen und stattdessen im 900 Kilometer entfernten Soacha im Departamento Cundinamarca einen neuen Verein gründen würden. Demgemäß spielte der Folgeverein, der umgehend den Platz des Valledupar FC in der Categoría Primera B einnahm, vom Juli 2023 bis zum Januar 2024 unter dem Namen Real Soacha Cundinamarca und spielt seither unter dem Namen Real Cundinamarca.

## Stadion
Valledupar FC absolvierte seine Heimspiele im Estadio Armando Maestre Pavajeau in Valledupar. Das Stadion hat eine Kapazität von etwa 10.000 Plätzen. Von 2014 bis 2015 wurde das Stadion in Valledupar umgebaut, weswegen der Verein zuerst nach Riohacha auswich, in das Estadio Federico Serrano Soto und ab Anfang 2015 in das Baseball-Stadion Erasmo Calamar in Valledupar.

## Sportlicher Verlauf

### Erfolge
- Vizemeister Categoría Primera B: 2006

### Saisondaten seit 2004
| Spielzeit | Liga            | Platz       | Finalrunde               |
| --------- | --------------- | ----------- | ------------------------ |
| 2004      | Copa Premier    | 8.          | 4. Gruppe B              |
| 2005      | Copa Premier    | 4.          | 3. Gruppe B              |
| 2006-I    | Copa Premier    | 2. Gruppe A | 2. Finalgruppe           |
| 2006-II   | Copa Premier    | 3. Gruppe A | - Vizemeister (Gesamt) 1 |
| 2007-I    | Copa Premier    | 2. Gruppe A | 4. Gruppe A              |
| 2007-II   | Copa Premier    | 4. Gruppe B | 2. Gruppe B              |
| 2008-I    | Copa Premier    | 3. Gruppe A | 3. Gruppe A              |
| 2008-II   | Copa Premier    | 3. Gruppe B | 1. Gruppe B Vizemeister  |
| 2009-I    | Copa Premier    | 7. Gruppe A | -                        |
| 2009-II   | Copa Premier    | 8. Gruppe A | -                        |
| 2010      | Torneo Postobón | 15.         | -                        |
| 2011-I    | Torneo Postobón | 6.          | Halbfinale               |
| 2011-II   | Torneo Postobón | 12.         | -                        |
| 2012-I    | Torneo Postobón | 10.         | -                        |
| 2012-II   | Torneo Postobón | 9.          | -                        |
| 2013-I    | Torneo Postobón | 8.          | 3. Gruppe B              |
| 2013-II   | Torneo Postobón | 11.         | -                        |
| 2014-I    | Torneo Postobón | 9.          | -                        |
| 2014-II   | Torneo Postobón | 11.         | -                        |
| 2015      | Torneo Águila   | 10.         | -                        |
| 2016      | Torneo Águila   | 9.          | -                        |
| 2017-I    | Torneo Águila   | 12.         | -                        |
| 2017-II   | Torneo Águila   | 12.         | -                        |
| 2018      | Torneo Águila   | 7.          | 4. Gruppe B              |
| 2019-I    | Torneo Águila   | 12.         | -                        |
| 2019-II   | Torneo Águila   | 12.         | -                        |
| 2020      | Torneo Águila   | 5.          | 2. Gruppe A              |

## Trainerhistorie
| - Nilton Bernal (2017–) - Wilberto Pana (2017) - David Pinillos (2016–2017) - Óscar Aristizábal (2016) | - Héctor Estrada Cano (2015) - Hugo Arrieta (2012–2015) - Víctor González Scott (2010–2012) - Juan Carlos Nieves (2009–2010) | - Jorge Ramoa (2009) - Pablo Zuleta (2007–2008) - Kiko Barrios (2004–2006) |